# Bollezeele
Bollezeele (westflämisch: Bollezele) ist eine französische Gemeinde im Département Nord in der Region Hauts-de-France. Sie gehört zum Arrondissement Dunkerque und zum Gemeindeverband Hauts de Flandre. Die Bewohner nennen sich Bollezeeloises oder Bollezeelois.

## Geografie
Die Gemeinde Bollrzeele in Französisch-Flandern liegt am Fluss Yser, 18 Kilometer südlich von Dunkerque und 17 Kilometer westlich der Grenze zu Belgien. Die Nachbargemeinden sind Eringhem im Norden, Zegerscappel im Osten, Arnèke im Südosten, Rubrouck und Broxeele im Süden, Volckerinckhove im Südwesten und Merckeghem im Westen. Im Ortsteil Erkelsbrugge kreuzen sich die Fernstraßen von Bourbourg nach Cassel und von Bergues nach Saint-Omer.

## Bevölkerungsentwicklung
| Jahr                       | 1962 | 1968 | 1975 | 1982 | 1990 | 1999 | 2008 | 2013 | 2020 |
| Einwohner                  | 1439 | 1389 | 1328 | 1500 | 1476 | 1382 | 1388 | 1428 | 1424 |
| Quellen: Cassini und INSEE |      |      |      |      |      |      |      |      |      |

## Sehenswürdigkeiten

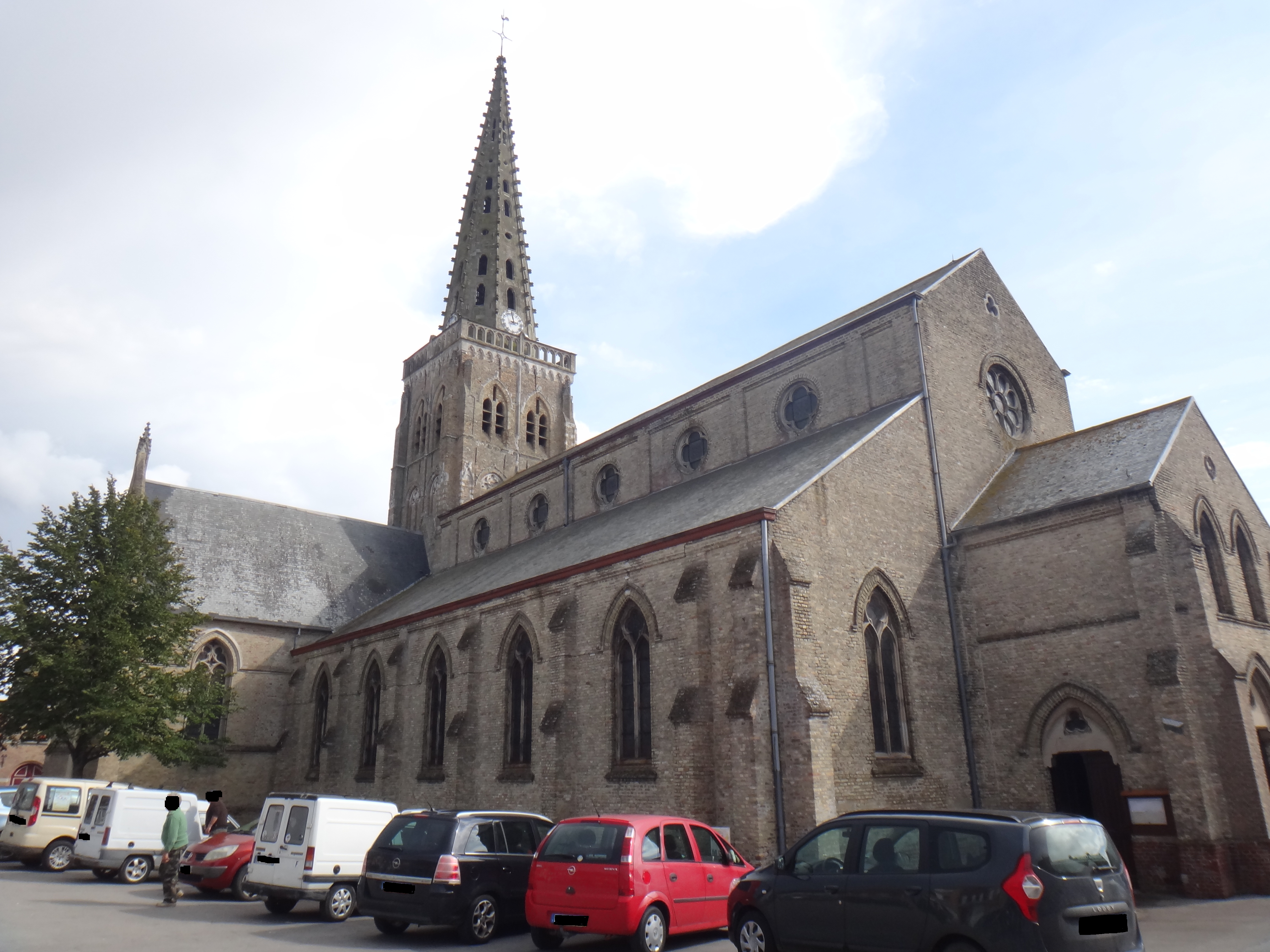
Kirche Saint-Wandrille
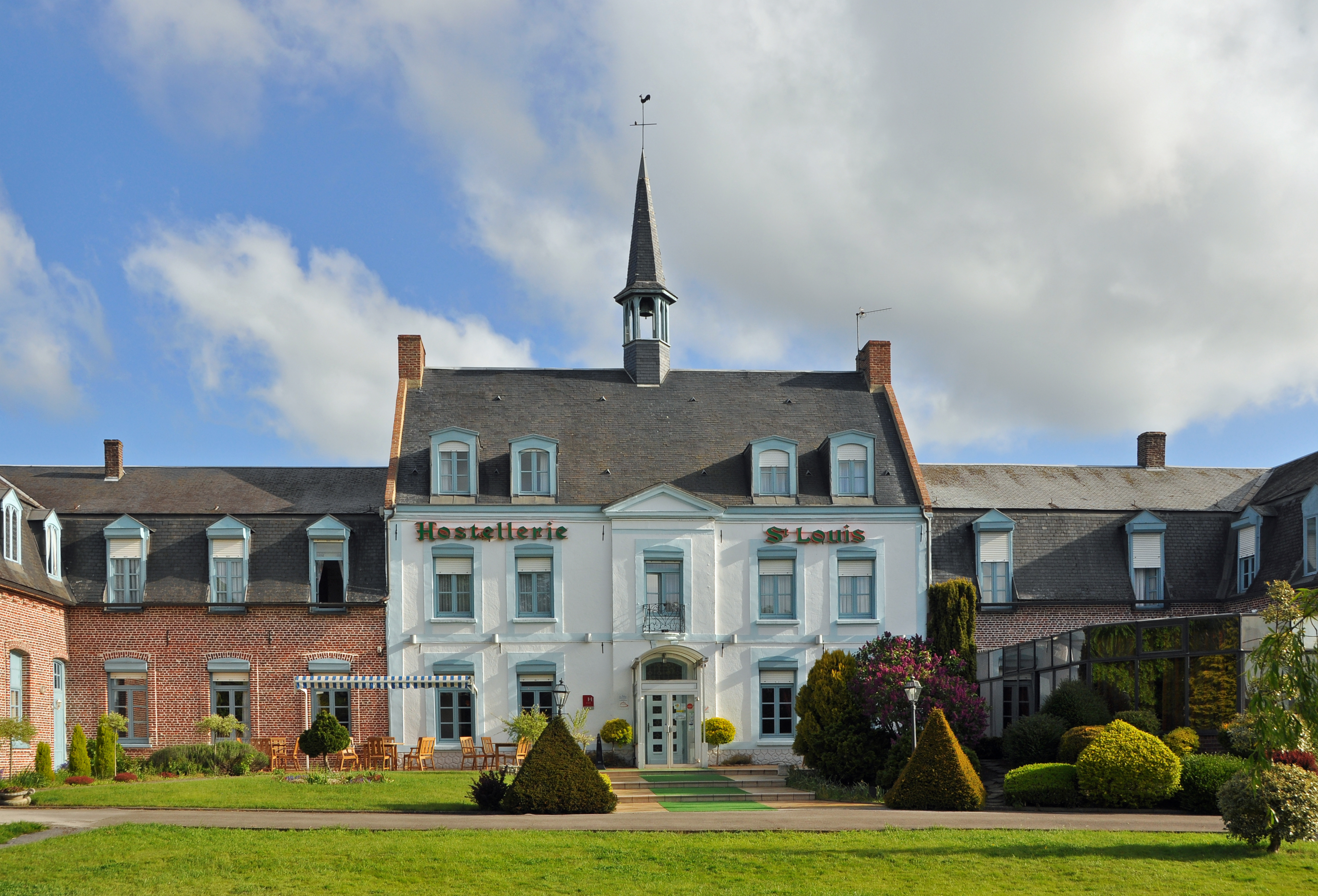
Herberge Saint-Louis
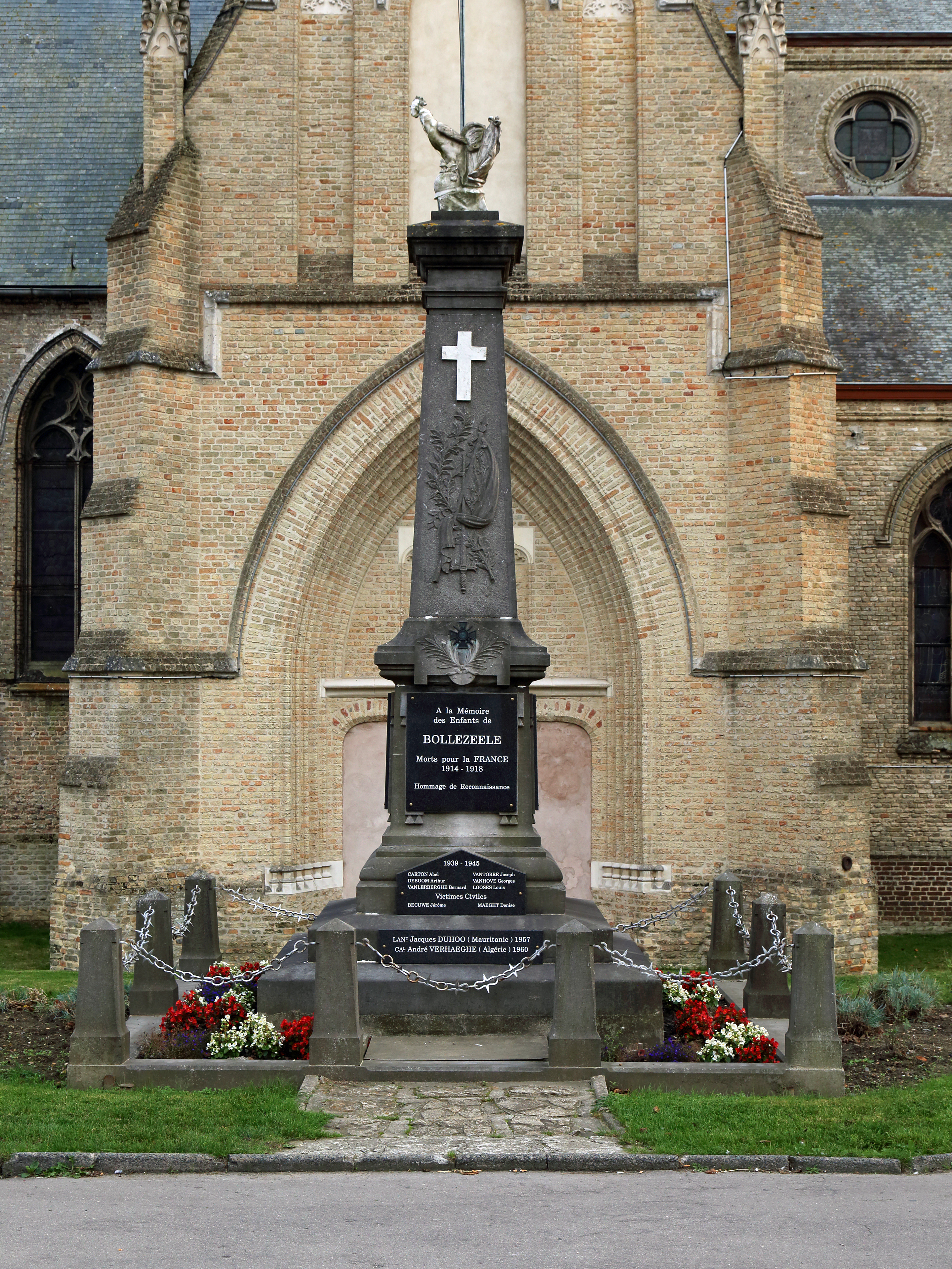
Gefallenendenkmal

- Kirche Saint-Wandrille
- Herberge Saint-Louis
- Gefallenendenkmal